# Seznam vrcholů v Laborecké vrchovině
Seznam vrcholů v Laborecké vrchovině zahrnuje pojmenované vrcholy s nadmořskou výškou nad 700 m. K sestavení seznamu bylo použito map dostupných na stránkách hiking.sk. Jako hranice pohoří byla uvažována hranice stejnojmenného geomorfologického celku.

## Seznam vrcholů
| #   | Vrchol           | Výška (m) | Souřadnice                       | Přístup                                              |
| --- | ---------------- | --------- | -------------------------------- | ---------------------------------------------------- |
| 1.  | Vysoký grúň      | 904       | 49°12′09″ s. š., 22°07′28″ v. d. | červená turistická značka                            |
| 2.  | Hlboký vrch      | 890       | 49°12′20″ s. š., 22°06′20″ v. d. | červená turistická značka                            |
| 3.  | Rydošová         | 877       | 49°10′50″ s. š., 22°10′54″ v. d. | červená turistická značka                            |
| 4.  | Gmyszów Wierch   | 870       | 49°11′19″ s. š., 22°09′36″ v. d. | červená turistická značka                            |
| 5.  | Wierch nad Łażem | 857       | 49°12′03″ s. š., 22°08′38″ v. d. | červená turistická značka                            |
| 6.  | Paseky           | 848       | 49°20′43″ s. š., 21°57′58″ v. d. | červená turistická značka                            |
| 7.  | Daňová           | 840       | 49°20′03″ s. š., 21°58′23″ v. d. | červená turistická značka                            |
| 8.  | Stredný hrb      | 822       | 49°18′44″ s. š., 21°58′58″ v. d. | červená turistická značka · zelená turistická značka |
| 9.  | Ščoby            | 801       | 49°10′31″ s. š., 22°08′04″ v. d. | neznačeno                                            |
| 10. | Koszarka         | 793       | 49°12′52″ s. š., 22°03′36″ v. d. | červená turistická značka                            |
| 11. | Fedorkov         | 768       | 49°22′57″ s. š., 21°48′11″ v. d. | červená turistická značka                            |
| 12. | Ščolb            | 753       | 49°13′31″ s. š., 22°01′50″ v. d. | červená turistická značka                            |
| 13. | Stavok           | 754       | 49°26′13″ s. š., 21°35′51″ v. d. | červená turistická značka · zelená turistická značka |
| 14. | Jaseňovec        | 753       | 49°14′17″ s. š., 21°59′20″ v. d. | neznačeno                                            |
| 15. | Megelov grúň     | 752       | 49°13′36″ s. š., 22°01′17″ v. d. | neznačeno                                            |
| 16. | Weretyszów       | 741       | 49°21′13″ s. š., 21°54′05″ v. d. | červená turistická značka                            |
| 17. | Čeršľa           | 721       | 49°26′29″ s. š., 21°33′50″ v. d. | červená turistická značka                            |
| 18. | Kýčera           | 721       | 49°09′50″ s. š., 22°09′37″ v. d. | neznačeno                                            |
| 19. | Parilov          | 716       | 49°10′59″ s. š., 22°05′52″ v. d. | neznačeno                                            |
| 20. | Skalné           | 715       | 49°25′40″ s. š., 21°36′09″ v. d. | neznačeno                                            |
| 21. | Filipovský vrch  | 705       | 49°25′03″ s. š., 21°31′32″ v. d. | neznačeno                                            |